# Неокатехуменат
Неокатехуменат або Неокатехуменальний шлях (ісп. Camino Neocatecumeanl, NCW) — течія в Римо-католицькій і Греко-католицькій церквах у дусі духовної віднови, започаткованої II Ватиканським Собором. Нова євангелізація - шлях віднайдення віри, християнська ініціація, пов'язана з катехизацією дорослих,  об'єднанням християн у секулярізованому суспільстві. Заснований у 1964 році в Іспанії Кармен Ернандес Баррерою та  Франсіско (Кіко) Аргуельо. На емблемі Неокатехуменату Слово (Verbum)  означає проголошення Євангелія (Kerygma) скрізь і всюди; Літургія представляє святкування Віри, в якому згадуються всі символи; Спільнота (Communita або Койнонія) означає сопричастя, тісне спілкування між тими, хто живе в єдності любові під знаком Хреста. 

## Історія і умови виникнення
Під час II Ватиканського Собору церква визнала, що у зв'язку з особливостями нинішнього часу перед нею знов стоїть задача євангелізації суспільства, подібна до апостольских часів, коли перші християни проповідували серед язичників. Наростаюча секуляризація суспільства, свобода віросповідання, атеїзм привели до появи руху, який ставив своєю метою відновлення загубленої віри у формально християнському середовищі, повернення до духу перших християнських громад. 
Основними засадами Неокатехуменату, як власне і всієї Церкви є Слово Боже, Літургія і Спільнота Божого люду. У 1964 році Кармен Ернандес Баррера та Кіко Аргуельо стали учасниками та свідками  відновлення християнського Духа єдності серед мешканців бараків передмістя Мадрида через проповідування та слухання Євангелії, співучасті в Літургіях та створення спільноти. Успіх духовної віднови заново навернутих християн надихнув Кармен і Кіко створити новий рух у церкві. Він отримав назву "Неокатехуменат", нова катехизація, тому що стосувався здебільшого людей охрещених. Завдяки сприянню тодішнього архієпископа Мадрида о.Казіміро Морсілло рух поширився спочатку на інші парафії Мадрида, потім - у Римі. У 1975 році перша спільнота течії була заснована в Польщі, у 1991 році — в Україні, в Житомирі.
Рух отримав підтримку Пап Римських. Так у 1974 році Павло VI схвально відгукнувся про діяльність неокатехуменів.
9 травня 1986 року кардинал Йозеф Ратцінгер (майбутній Бенедикт XVI) повідомив Кіко та Кармен, що Конґреґація Доктрини Віри бажає їм допомогти, і запропонував пов’язати рух із конгрегацією Ватикану, щоб забезпечити його юридичну основу.
30 серпня 1990 року Іван Павло II високо оцінив «правильність і добрі наміри» руху Неокатехуменату.
У червні 2008 року Папа римський Бенедикт XVI затвердив остаточний статут Неокатехуменального шляху. Новий статут вимагає від неокатехуменів відправляти Месу відповідно до загальних літургійних правил римського обряду. До того спільна Служба та Євхаристія мали ряд відмінностей від "офіційної" Меси. 
Станом на 2023 рік Неокатехуменальний шлях об'єднує півтора мільйона послідовників і присутній у понад 125 країнах і понад 40000 громадах по всьому світу.

## Характерні риси
Неокатехуменальна Дорога дає відповідь на запитання як нині можливе навернення та спасіння душі людини, перемога над смертю, яких прагне Христос.
Створення спільноти відбувається після дозволу настоятеля. Шлях включає в себе щотижневе урочисте проголошення Слова Божого, спільну участь у Євхаристії, співдію в спільноті християн, індивідуальні молитви. Раз на 4-6 тижнів спільнота має день зосередження й молитви, яку розпочинає Покутна Літургія. 
Шлях складається з шести етапів ініціації, які загалом тривають щонайменше вісім-десять років. Першим етапом шляху є очищення через визнання своєї грішності. Також цей етап називають дорогою покори чи сходження. Через читання Божого Слова та співпраці зі спільнотою з'являється  правдива історія, визнання і розуміння помилок та дії Бога в житті людини. 
Іншим важливим етапом Дороги є розуміння, які речі або прагнення займають місце Бога в житті катехумената і відречення від цих ідолів нашого світу через віру. Через роздуми над Словом Божим та співдією учасників виникає відповідь на питання, що є справжнім, а не фальшивим джерелом життя.
Останнім етапом є оновлення обітниць хрещення. 
Також важливим елементом руху є місійність та євангелізація, тобто духовна праця з тими, хто є далеко від Церкви. Після завершення Шляху групи повертаються до парафії або присвячують своє життя місіонерській праці. Існують мандрівні катехити, які проголошують Слово Боже, мандруючи різними парафіями. В той же час рух визнає ієрархію Церкви, катехізація відбувається після дозволу єпископа чи настоятеля, але й священник не може нав'язувати своє бачення місії.
Результатами Неокатехуменальної Дороги є особисте навернення, поява сімей, які живуть повним християнським життям, займаються місіонерською працею, нові монаші та священницькі покликання. Також існують сімейні місійні практики «missio ad gentes», тобто "місія до поган", коли сім'ї проповідують у місцях, де втрачена християнська віра. Такі місії включають декілька багатодітних сімей, сестер-монахинь та священника. Результатом місії стає створення нових парафій.
Також результатом руху стала поява семінарій «Redemptoris Mater», де майбутніх священників готують до місійної діяльності. Перша семінарія відкрилась у 1988 році в Римі, тепер таких семінарій більше 100.